# توماس جاغر (سائق سيارة سباق)
توماس جاغر (بالألمانية: Thomas Jäger)‏ هو سائق سيارة سباق ألماني، ولد في 27 أكتوبر 1976 في كيمنتس في ألمانيا.

## وصلات خارجية
- الموقع الرسمي
- توماس جاغر على موقع DriverDB.com (الإنجليزية)